# Frank J. Cannon
Frank Jenne Cannon, född 25 januari 1859 i Salt Lake City, död 25 juli 1933 i Denver, var en amerikansk politiker och publicist. Han representerade delstaten Utah i USA:s senat 1896-1899. Han var son till George Q. Cannon som var en betydande religiös ledare.
Cannon utexaminerades 1878 från University of Deseret (nuvarande University of Utah). Han flyttade 1880 till San Francisco för att arbeta som journalist. Han flyttade 1882 tillbaka till Utahterritoriet. Han grundade 1888 tidningen Ogden Standard.
Cannon representerade Utahterritoriet 1895-1896 i USA:s kongress som icke röstberättigad delegat. Utah blev 1896 USA:s 45:e delstat. Republikanerna Cannon och Arthur Brown valdes till de två första senatorerna. Cannon bytte redan 1897 parti till Silver Republican Party.
Cannons mandatperiod löpte ut i mars 1899. Han kandiderade utan framgång till omval. Delstatens lagstiftande församling kunde inte enas om en efterträdare men i januari 1901 kunde Thomas Kearns slutligen tillträda som senator.
Cannon bytte 1900 parti från Silver Republican Party till demokraterna. Han var ordförande för demokraterna i Utah 1902-1904. Han grundade år 1903 igen en ny tidning i Ogden, Daily Utah State Journal. Cannon flyttade 1909 till Denver. Han var där verksam som journalist och inom gruvdriften i Colorado.
Cannon var mormon men han genomgick en dekonversion och lämnade mormonkyrkan. Han skrev boken Under the Prophet in Utah tillsammans med Harvey J. O'Higgins. Boken är mycket kritisk mot mormonismen. Cannon föreläste mot mormonismen och mot guldmyntfoten. Han avled 1933 och gravsattes på Ogden City Cemetery i Ogden.